# Monastère des Bernardins de Berejany
Pour les articles homonymes, voir Bernardin.
Le monastère des Bernardins de Berejany est un monastère de Bernardins du XVIIe siècle, associé à l'église Saint-Nicolas à Berejany en Ukraine.

## Monastère
Il fut fondé en 1630 par la Famille Sieniawski, alors propriétaire de la ville. Les incursions cosaques empêchèrent de conduire à terme les travaux. Ils reprirent en 1683 par la volonté de Mikołaj Hieronim Sieniawski et son épouse Maria née Raziwill, poursuivi par leur fils Adam Mikołaj Sieniawski, l'église et le couvent s'achevèrent en 1716 et fut consacré par Jan Skarbek, archevêque de Lwiw. Entouré d'un mur et situé sur la colline Starozhysko, il fut inclus dans les défenses de la ville. Il déclina dès le début du XXe siècle pour être fermé en 1939, il fut alors affecté à une école, un refuge pour orphelins, une colonie pénitentiaire...

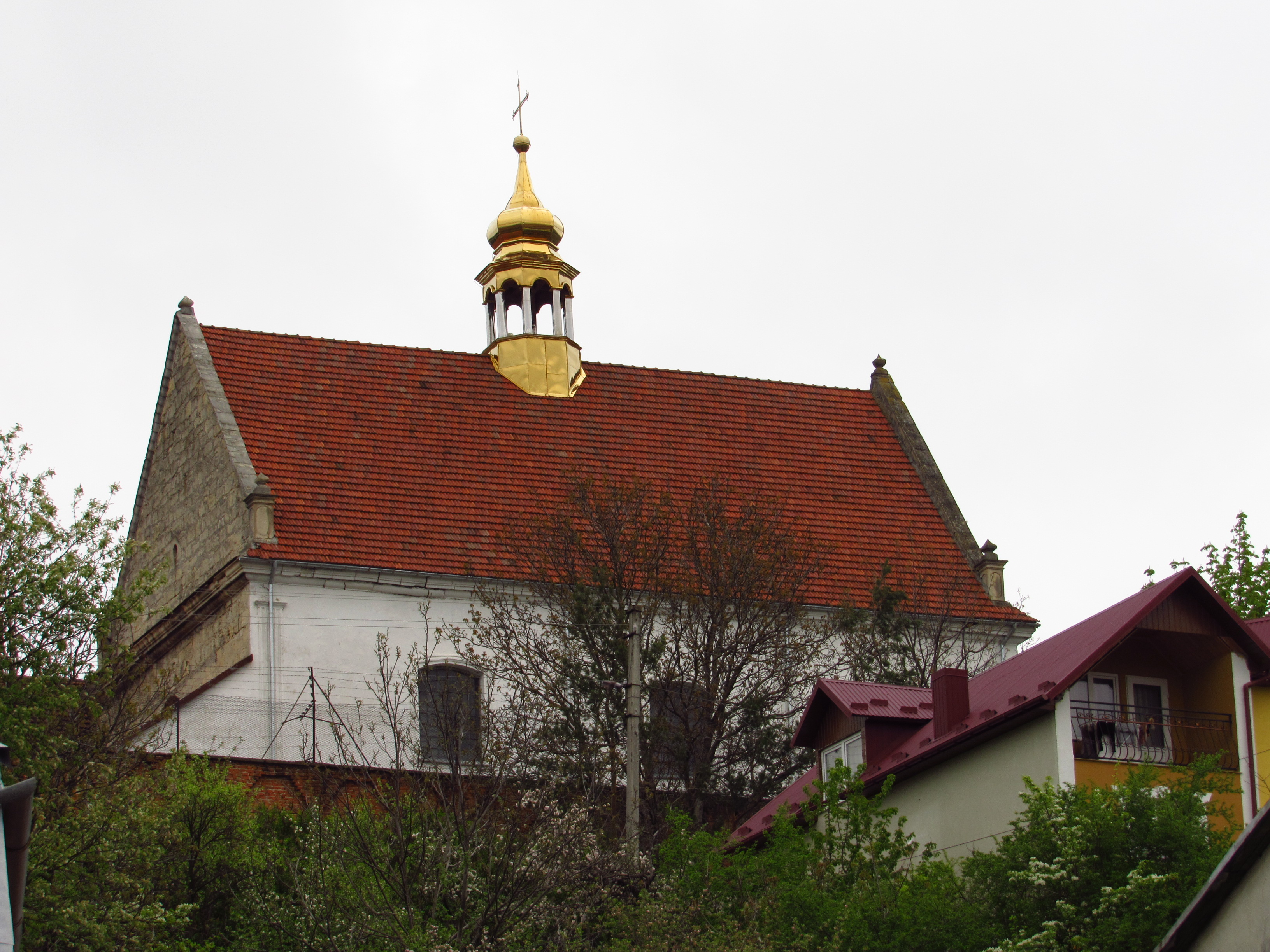
Église,
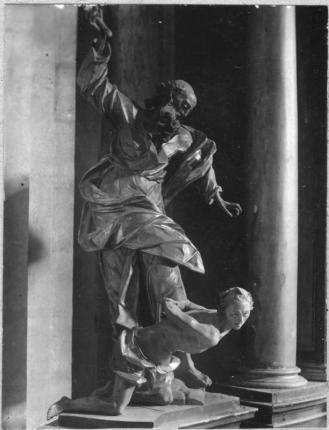
sculpture de
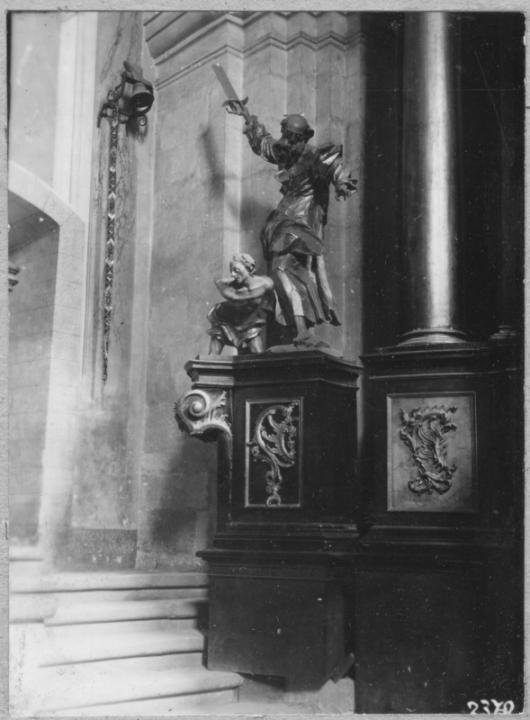
l'intérieur.
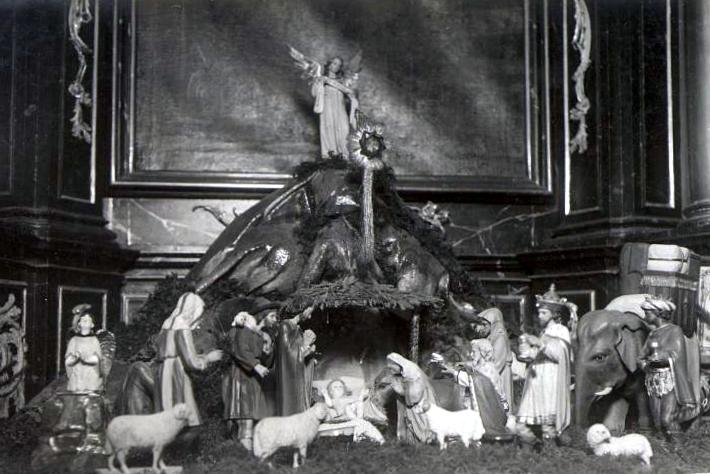
Une crèche à l'intérieur en 1916.

En premier lieu dédiée à Antoine, patron de la ville, elle est actuellement dédiée aux Martyrs de Pratulin par l'Église grecque-catholique ukrainienne.